# 塞布丽娜·索利斯
塞布丽娜·索利斯（西班牙語：Sabrina Solis，1996年8月30日—），墨西哥女子羽毛球運動員。

## 簡歷
2015年5月，塞布丽娜·索利斯出戰千里達及托巴哥國際賽，與哈拉玛拉·盖坦合作奪得女子雙打比賽冠軍。年內，二人又在阿根廷國際賽、波多黎各國際系列賽和蘇利南國際賽赢得冠軍。

## 主要比賽成績
只列出曾進入準決賽的國際賽事成績：
| 年份   | 賽事                       | 公開賽級別 | 項目     | 拍檔                               | 成績   |
| ------ | -------------------------- | ---------- | -------- | ---------------------------------- | ------ |
| 2010年 | 墨西哥羽毛球國際賽         | 未來系列賽 | 女子雙打 | Meng Jie                           | 準決賽 |
| 2013年 | 泛美洲青年羽毛球錦標賽     | 其他       | 女子雙打 | 哈拉瑪拉·蓋坦                      | 季軍   |
| 2013年 | 墨西哥羽毛球國際賽         | 國際系列賽 | 女子雙打 | 哈拉玛拉·盖坦                      | 準決賽 |
| 2014年 | 阿根廷羽毛球國際賽         | 國際系列賽 | 女子雙打 | 哈拉玛拉·盖坦                      | 準決賽 |
| 2014年 | 泛美洲青年羽毛球錦標賽     | 其他       | 混合團體 | －                                 | 季軍   |
| 2014年 | 泛美洲青年羽毛球錦標賽     | 其他       | 女子雙打 | 哈拉瑪拉·蓋坦                      | 季軍   |
| 2014年 | 泛美洲青年羽毛球錦標賽     | 其他       | 混合雙打 | Daniel Martinez                    | 季軍   |
| 2014年 | 墨西哥羽毛球國際賽         | 國際系列賽 | 女子雙打 | 哈拉玛拉·盖坦                      | 亞軍   |
| 2014年 | 墨西哥羽毛球國際賽         | 國際系列賽 | 混合雙打 | 约布·卡斯蒂略                      | 亞軍   |
| 2015年 | 千里達及托巴哥羽毛球國際賽 | 國際系列賽 | 女子雙打 | 哈拉玛拉·盖坦                      | 冠軍   |
| 2015年 | 千里達及托巴哥羽毛球國際賽 | 國際系列賽 | 混合雙打 | 约布·卡斯蒂略                      | 準決賽 |
| 2015年 | 墨西哥羽毛球國際賽         | 國際系列賽 | 女子雙打 | 哈拉玛拉·盖坦                      | 準決賽 |
| 2015年 | 哥倫比亞羽毛球國際賽       | 國際系列賽 | 女子雙打 | 哈拉玛拉·盖坦                      | 亞軍   |
| 2015年 | 阿根廷羽毛球國際賽         | 國際系列賽 | 女子雙打 | 哈拉玛拉·盖坦                      | 冠軍   |
| 2015年 | 巴西羽毛球國際賽           | 國際系列賽 | 女子雙打 | 哈拉玛拉·盖坦                      | 準決賽 |
| 2015年 | 波多黎各羽毛球國際系列賽   | 國際系列賽 | 女子雙打 | 哈拉玛拉·盖坦                      | 冠軍   |
| 2015年 | 蘇利南羽毛球國際賽         | 國際系列賽 | 女子雙打 | 哈拉玛拉·盖坦                      | 冠軍   |
| 2017年 | 墨西哥羽毛球國際賽         | 國際系列賽 | 女子雙打 | 哈拉玛拉·盖坦                      | 準決賽 |
| 2018年 | 多明尼加羽毛球公開賽       | 未來系列賽 | 女子單打 | －                                 | 冠軍   |
| 2019年 | 泛美洲羽毛球錦標賽         | 其他       | 女子雙打 | Vanessa Karmine Villalobos Vazquez | 季軍   |
| 2019年 | 墨西哥羽毛球未來系列賽     | 未來系列賽 | 女子單打 | －                                 | 準決賽 |
| 2019年 | 墨西哥羽毛球國際賽         | 國際系列賽 | 女子雙打 | Yesenia Duarte                     | 準決賽 |
| 2019年 | 喀麥隆羽毛球國際賽         | 國際系列賽 | 女子單打 | －                                 | 準決賽 |
| 2020年 | 墨西哥羽球國際賽           | 國際系列賽 | 女子單打 | －                                 | 冠軍   |
| 2020年 | 墨西哥羽球國際賽           | 國際系列賽 | 混合雙打 | 安德烈斯·洛佩斯                    | 冠軍   |
| 2021年 | 泛美洲羽毛球錦標賽         | 其他       | 混合雙打 | 安德烈斯·洛佩斯                    | 季軍   |
| 2021年 | 聖多明哥羽毛球公開賽       | 國際系列賽 | 女子單打 | －                                 | 亞軍   |
| 2023年 | 泛美洲羽毛球錦標賽         | 其他       | 女子雙打 | 哈拉玛拉·盖坦                      | 季軍   |
| 2023年 | 聖多明哥羽毛球公開賽       | 國際系列賽 | 女子雙打 | 哈拉玛拉·盖坦                      | 準決賽 |
| 2023年 | 秘魯羽毛球未來系列賽       | 未來系列賽 | 女子單打 | －                                 | 準決賽 |
| 2023年 | 巴西羽毛球國際系列賽       | 國際系列賽 | 女子雙打 | 哈拉玛拉·盖坦                      | 亞軍   |
| 2023年 | 墨西哥羽毛球未來系列賽     | 未來系列賽 | 女子單打 | －                                 | 準決賽 |
| 2023年 | 委内瑞拉羽毛球國際賽       | 國際系列賽 | 女子雙打 | 哈拉玛拉·盖坦                      | 亞軍   |
| 2023年 | 蘇利南羽毛球國際賽         | 國際系列賽 | 女子單打 | －                                 | 亞軍   |
| 2023年 | 蘇利南羽毛球國際賽         | 國際系列賽 | 女子雙打 | 哈拉玛拉·盖坦                      | 冠軍   |
| 2024年 | 伊朗羽毛球國際挑戰賽       | 國際挑戰賽 | 女子雙打 | 哈拉瑪拉·蓋坦                      | 準決賽 |
| 2024年 | 烏干達羽毛球國際挑戰賽     | 國際挑戰賽 | 女子雙打 | 哈拉瑪拉·蓋坦                      | 準決賽 |
| 2024年 | 墨西哥羽毛球國際賽         | 國際系列賽 | 女子單打 | －                                 | 準決賽 |
| 2024年 | 蘇利南羽毛球國際賽         | 國際系列賽 | 女子單打 | －                                 | 亞軍   |
| 2025年 | 吉拉爾迪拉羽毛球賽         | 未來系列賽 | 女子單打 | －                                 | 準決賽 |

| 2007-2017年 | 首要超級賽 | 超級賽 | 黃金大獎賽 | 大獎賽 | 國際挑戰賽 | 國際系列賽 | 未來系列賽 | 其他 |

| 2018-2026年 | 總決賽 | 超級1000賽 | 超級750賽 | 超級500賽 | 超級300賽 | 超級100賽 | 國際挑戰賽 | 國際系列賽 | 未來系列賽 | 其他 |